# Leptotarsus elongatus
Leptotarsus elongatus är en tvåvingeart som beskrevs av Alexander 1978. Leptotarsus elongatus ingår i släktet Leptotarsus och familjen storharkrankar.
Artens utbredningsområde är Ecuador. Inga underarter finns listade i Catalogue of Life.